# Кућа Миладина Ђорђевића у Власотинцу
Кућа Миладина Ђорђевића налази се у Власотинцу у улици Марка Орешковића.
Миладин Ђорђевић био је грађевински предузимач из села Брод, општина Црна Трава. Према породичном предању кућу је пројектовао сам власник, комбинујући нацрте и скице донесене из престонице. Израђена је 1922 године у време превласти академског концепта у српској архитектури. Ђорђевић је показао амбицију да оствари допадљив објекат са отменом стилском фасадом, вероватно виђеном у Београду. Кућа има приземље и спрат, а њена композиција је оживљена полихромним контрастима различито обојених површина. Логичан завршетак архитектонске композиције је необакарно звонасто кубе прекривено лименим кровом. На фасади су избегнуте непотребне инпровизације и претеривања, што говори о вештом и способном градитељу који се образовао радећи на објектима у престоници одакле је доносио скице и планове.